# 云公民
云公民（1950年9月—），男，蒙古族，内蒙古自治区呼和浩特市人。中华人民共和国政治人物，大学普通班学历。曾任中共十六大代表，第十二届全国政协常委。

## 经历

### 仕途
1968年8月参加工作，早年在内蒙古托克托县古城乡白家营村插队，后为内蒙古呼和浩特市第一运输公司工人。1975年至1979年在清华大学热能工程系汽车制造专业学习。
1979年1月加入中国共产党。1979年至1985年间历任内蒙古自治区呼和浩特市交通科研所干部、副所长，市交通局科长、副局长；1985年任呼和浩特市计委主任。1989年任伊克昭盟副盟长。1993年5月，任中共伊克昭盟盟委副书记、盟长。1995年1月，任中共伊克昭盟盟委书记，次年3月兼任盟人大工委主任。1996年10月，担任内蒙古自治区主席助理。1997年1月，任内蒙古自治区副主席。
2001年7月，改任山西省人民政府副省长、党组成员。2001年9月，兼任中共太原市委书记。2001年10月，跻身中共山西省委常委。2003年6月，升任中共山西省委副书记，并继续兼任中共太原市委书记。2006年1月，改兼山西省委宣传部长。
2006年10月，转任神华集团副董事长。2008年，升任中国华电集团总经理、党组书记。2013年11月，退休。

### 落马
2019年10月24日，已退休近六年的云公民因涉嫌严重违纪违法接受中央纪委纪律审查和国家监委监察调查。2020年9月30日，遭到开除党籍、开除公职处分。10月13日，最高人民检察院依法以涉嫌受贿罪对云公民决定逮捕。11月27日，云公民涉嫌受贿一案，由国家监委调查终结，经最高人民检察院指定，由吉林省长春市人民检察院审查起诉，长春市人民检察院已向长春市中级人民法院提起公诉。
2021年4月29日，吉林省长春市中级人民法院一审公开开庭审理云公民受贿一案，长春市人民检察院指控：1992年至2016年8月，云公民利用职务之便，为有关单位和个人提供帮助，非法收受财物共计折合人民币4.6866亿余元，云公民当庭认罪悔罪，法庭宣布择期宣判。
云公民涉案金额之大、时间之长在当时都创造了内蒙古之最：涉案金额方面，其受贿金额超过了之前落马的邢云（受贿罪，4.49亿元）、白向群（受贿等四项罪名，合计1.5亿元）、云光中（受贿罪，9432万元）等“大老虎”；时间跨度方面，其受贿行为始于副厅局级的伊克昭盟副盟长任上，退休之后仍不收手，时间跨度长达24年之久。
2022年6月9日，吉林省长春市中级人民法院以受贿罪判處云公民死刑，缓期二年执行，并处没收个人全部财产，在其死刑缓期执行二年期满减为无期徒刑后，终身监禁，不得减刑、假释。